# Queen II
Queen II là album phòng thu thứ hai của ban nhạc rock Queen. Nó được EMI Records phát hành vào ngày 8 tháng 3 năm 1974 ở Anh và Elektra Records ở Mỹ. Nó được ghi lại tại Trident Studios và Langham 1 Studios, London, vào tháng 8 năm 1973 với các nhà đồng sản xuất Roy Thomas Baker và Robin Geoffrey Cable, và được Mike Stone thiết kế.
Được mô tả là "album Queen nặng nhất", Queen II đánh dấu sự kết thúc giai đoạn đầu tiên trong sự nghiệp của ban nhạc. Album kết hợp âm thanh rock nặng với art rock và các yếu tố progressive rock, và được Đại sảnh Danh vọng Rock and Roll gọi là "trụ cột của sự hùng vĩ, hard rock mang tính tấn công". Queen II không phải là một album khái niệm mà là một tập hợp các bài hát với chủ đề lỏng lẻo chạy xuyên suốt. Hai mặt của LP ban đầu được dán nhãn "Side White" và "Side Black" (thay vì các mặt thông thường "A" và "B"), với các hình ảnh tương ứng của dải băng màu trắng hoặc đen ở hai bên của ghi nhãn mặt. Mặt trắng có các bài hát với chủ đề tình cảm hơn và mặt đen gần như hoàn toàn về ảo mộng, thường có chủ đề khá tối. Ảnh bìa mang tính biểu tượng của Mick Rock thường được ban nhạc sử dụng lại trong suốt sự nghiệp của mình, bao gồm các video âm nhạc cho các bài hát " Bohemian Rhapsody " (1975) và " One Vision " (1985).
Được phát hành với khen chê lẫn lộn lúc ban đầu, Queen II vẫn là một trong những album ít được biết đến của ban nhạc. Tuy nhiên, album vẫn giữ được sự sùng bái kể từ khi phát hành, nhận được sự khen ngợi từ các nhà phê bình, người hâm mộ,  và các nhạc sĩ đồng nghiệp, và rất có ý nghĩa trong việc là album đầu tiên chứa các yếu tố âm thanh đặc trưng hát chồng nhiều lớp của ban nhạc, hòa âm giọng hát, và phong cách âm nhạc đa dạng.